# Vedettes sans maquillage
Pour les articles homonymes, voir Vedette.
Pour plus de détails, voir Fiche technique et Distribution.
Vedettes sans maquillage est un court métrage-documentaire français réalisé par Jacques Guillon en 1951.

## Synopsis
Ce film propose aux spectateurs de voir dans leur milieu professionnel, ou en famille, plusieurs vedettes de l'époque, suivis par une journaliste.

## Fiche technique
- Réalisation : Jacques Guillon
- Scénario : Michel Audiard
- Pays :  France
- Format : Noir et blanc — 35 mm — 1,37:1 — Son mono
- Court métrage :  27 minutes
- Genre : Documentaire
- Année de sortie 
  - France - 1951

## Distribution
- France Roche : la journaliste et narratrice
- Michel Auclair
- Stéphan Reggiani
- Serge Reggiani
- Janine Darcey
- Martine Carol
- Gérard Philipe
- Marcel Carné
- Suzanne Cloutier
- Raymond Rouleau
- Françoise Lugagne
- Paul Dupuis
- Patricia Roque
- Jacqueline Pierreux
- Paul Demange
- Bernard Lajarrige
- Andrée Clément
- Paul Meurisse
- Micheline Cheirel
- André Gabriello
- Suzanne Gabriello
- Françoise Gabriello
- Daniel Gélin
- Danièle Delorme
- Jany Holt
- Marie Daëms
- François Périer
- Michèle Morgan
- Henri Vidal
- Michel Simon
- Walter, le sculpteur
- Wany